# Борец (Велес)
«Борец» (Велес) (мак. ФК Борец Велес) — македонський футбольний клуб з міста Велес, заснований у 1919 році. Домашні матчі приймає на стадіоні «Зоран Паунов», місткістю 2 000 глядачів.

## Історія
Команда була заснована у 1919 році і виступала у нижчих регіональних лігах Югославії. У 1989 році команда стала чемпіоном Соціалістичної республіки Македонія.
Після здобуття незалежності Македонії, «Борец» був включений у вищий дивізіон країни на перший розіграш 1992/93 років, зайнявши 12 місце. У своєму третьому сезоні (1994/95) клуб зайняв 15 місце і покинув вищий дивізіон.
1997 року клуб повернувся до елітного дивізіону, в якому цього разу провів чотири сезони, виступаючи там до 2001 року. Надалі результати команди лише погіршувались і 2004 року клуб вилетів у третій дивізіон, а у сезоні 2009/10 навіть грав у четвертому за рівнем дивізіоні Македонії.
2017 року команда зайняла друге місце і вийшла до другого дивізіону країни, де теж з першої спроби зайняла друге місце і вперше за 18 років повернулась до вищого дивізіону країни.